# Гемблен (округ, Теннессі)
Шаблон:StateAbbr_ 36°13′ пн. ш. 83°16′ зх. д. / 36.22° пн. ш. 83.27° зх. д.
Округ  Гемблен (англ. Hamblen County) — округ (графство) у штаті  Теннессі, США. Ідентифікатор округу 47063.

## Історія
Округ утворений 1870 року.

## Демографія
За даними перепису 2000 року загальне населення округу становило 58128 осіб, зокрема міського населення було 43346, а сільського — 14782. Серед мешканців округу чоловіків було 28636, а жінок — 29492. В окрузі було 23211 домогосподарств, 16604 родин, які мешкали в 24693 будинках. Середній розмір родини становив 2,91.
Віковий розподіл населення поданий у таблиці:
| Стать    | До 15 років | 15-21 | 22-29 | 30-39 | 40-49 | 50-65 | 65-85 | Понад 85 |
| -------- | ----------- | ----- | ----- | ----- | ----- | ----- | ----- | -------- |
| Чоловіки | 5849        | 2828  | 3409  | 4332  | 4059  | 5031  | 2923  | 205      |
| Жінки    | 5406        | 2455  | 3021  | 4276  | 4217  | 5526  | 3996  | 595      |

## Суміжні округи
- Гокінс — північний схід
- Грін — схід
- Кок — південь
- Джефферсон — південний захід
- Ґрейнджер — північний захід

## Виноски
1. ↑  U.S. Decennial Census. United States Census Bureau. Архів оригіналу за 12 травня 2015. Процитовано 5 квітня 2015.
2. ↑  Historical Census Browser. University of Virginia Library. Архів оригіналу за 11 серпня 2012. Процитовано 5 квітня 2015.
3. ↑  Forstall, Richard L., ред. (27 березня 1995). Population of Counties by Decennial Census: 1900 to 1990. United States Census Bureau. Архів оригіналу за 21 лютого 2015. Процитовано 5 квітня 2015.
4. ↑  Census 2000 PHC-T-4. Ranking Tables for Counties: 1990 and 2000 (PDF). United States Census Bureau. 2 квітня 2001. Архів оригіналу (PDF) за 18 грудня 2014. Процитовано 5 квітня 2015.
5. ↑  State & County QuickFacts. United States Census Bureau. Архів оригіналу за 7 червня 2011. Процитовано 2 грудня 2013.(англ.) Наведено за англійською вікіпедією.
6. ↑  American FactFinder. Бюро перепису населення США. Архів оригіналу за 21 травня 2008. Процитовано 31 січня 2008.

| США | Це незавершена стаття з географії США. Ви можете допомогти проєкту, виправивши або дописавши її. |